# Der Tag vor der Hochzeit
Der Tag vor der Hochzeit ist eine satirisch angehauchte deutsche Filmkomödie aus dem Jahre 1952 von Rolf Thiele. Die Hauptrollen verkörpern Paul Dahlke, Käthe Haack und die Schweizerin Elisabeth Müller in ihrem ersten deutschen Film.

## Handlung
In einer verschlafenen Kleinstadt hat sich überraschenderweise hoher Besuch angesagt: der Bundespräsident höchstpersönlich wird erwartet! Da des Bürgermeisters Tochter aber an genau diesem Tage heiraten möchte, muss unbedingt die Eheschließung verschoben werden – findet zumindest der Brautvater. Das sieht Thea naturgemäß vollkommen anders und greift daraufhin zu einer Notlüge, um den sehnlichst herbeigewünschten Termin nicht platzen lassen zu müssen. Auch der Rest der Bevölkerung stürzt sich angesichts des mit Aufregung erwarteten Staatsbesuchs in vielerlei hektische Aktivitäten. Die hohen Herren vom Stadtrat streiten sich wie die Kesselflicker, welche besonderen Maßnahmen für den höchsten Repräsentanten der noch jungen Bundesrepublik zu treffen seien, die Opposition wiederum lässt flugs Flugblätter drucken.
Auch der betagte Oberst von Hanfstaengl fühlt sich nach langer Zeit endlich mal wieder gefragt, hofft er doch, bei der präsidialen Ankunft die Deutschlandfahne hissen zu dürfen. Ein entflogener Kanarienvogel wiederum schafft es in dem ganzen Trubel, zwei einsame Herzen zusammenzubringen, während der Kulturreferent wiederum der Sekretärin des Bürgermeisters während beider gemeinsamer Nachtarbeit zur Vorbereitung des Besuchs endlich seine Liebe gesteht. Am nächsten Morgen trifft der Bundespräsident ein, und auch Thea hat es durch ihren Trick geschafft, dass sie zum selben Zeitpunkt endlich ihren Hermann heiraten darf. Die ganze Hektik löst sich in Wohlgefallen auf, und der Bundespräsident goutiert die ganze Aufregung seiner Beamten mit gütiger Miene.

## Produktionsnotizen
Der Tag vor der Hochzeit entstand im Juli und August in Göttingen und Umgebung (Filmatelier Göttingen und Außenaufnahmen). Die Uraufführung erfolgte am 27. November 1952 in den hannoverschen Weltspielen.
Regisseur und Drehbuchautor Thiele ließ sich zu dieser Geschichte von einem Besuch des damaligen Bundespräsidenten Theodor Heuss inspirieren, den dieser im Spätherbst 1951 der Universitätsstadt Göttingen abgestattet hatte. Daher sollte der Film ursprünglich den Titel Der Präsident kommt tragen.
Walter Haag zeichnete für die Filmbauten verantwortlich, Werner Schlagge sorgte für den Ton, Koproduzent Hans Abich hatte auch die Produktionsleitung.
Elisabeth Müller, zu diesem Zeitpunkt bei Heinz Hilpert am Deutschen Theater in Göttingen unter Vertrag, musste sich in ihrem deutschen Filmeinstand noch Lisabet Müller nennen, „um sie ein wenig starhafter erscheinen zu lassen“, wie Der Spiegel 1952 zu berichten wusste.

## Kritiken
„Aus der Nacherzählung eines Theodor-Heuss-Besuches in Göttingen … wurde eine Familien- und Kleinstadt-Komödie. In seinem Bemühen, dem Milieu und den Typen – vom Bürgermeister (Paul Dahlke) bis zur linksorientierten Putzfrau (Elisabeth Flickenschild) – gerecht zu werden, schaltet der Film Kleinstadt-Tempo ein und verliert sich in Betulichkeit, um erst im satirischen Endspurt – der Präsident trifft vorm leeren Rathaus ein, während sich die Massen und die Stadtväter von Gerüchten zur Kirche treiben ließen – die ausgelassenen Chancen wieder einzuholen. Gehobene Unterhaltung, die alle Bonner Besorgnisse zerstört.“

„Der Tag vor der Hochzeit (1952, Regie: Rolf Thiele) erzählt zugleich frech und liebenswürdig eine amüsante Provinzposse ‚von großen Schwächen und kleinen Sünden‘.“

„Vom satirischen Ansatz her ein bemerkenswerter Versuch, mit qualifizierten Schauspielern und pointenreichen Dialogen die teils restaurative Anfangsphase der Bundesrepublik Deutschland (einschließlich von Typen der Nazizeit) zu charakterisieren. Insgesamt bleibt der Film aber in humorig-komischen Lustspieldetails stecken.“